# Jristina Jaramudani
Jristina Jaramudani –en griego, Χριστίνα Χαραμουντάνη– es una deportista griega que compitió en vela en la clase Yngling. Ganó una medalla de bronce en el Campeonato Europeo de Yngling de 2007.

## Palmarés internacional
| \| Campeonato Europeo \| Campeonato Europeo \| Campeonato Europeo \| Campeonato Europeo \| \| Año \| Lugar \| Medalla \| Clase \| \| ------------------ \| --------------------- \| ------------------ \| ------------------ \| \| 2007 \| Warnemünde (Alemania) \| Medalla de bronce \| Yngling \| |                       |                   |         |
| Campeonato Europeo |                       |                   |         |
| Año | Lugar                 | Medalla           | Clase   |
| 2007 | Warnemünde (Alemania) | Medalla de bronce | Yngling |